# The Aristocrats (band)
The Aristocrats is een rock-supergroep die in 2011 is opgericht. Het instrumentale powertrio bestaat uit Guthrie Govan, Bryan Beller en Marco Minnemann. De naam van de band is geïnspireerd op de grap  van "The Aristocrats" (de aristocraten) en bijgevolg staan de songtitels op hun gelijknamige debuutalbum (een progressieve rockcompilatie) vol met wellustige dubbelzinnigheden.

## Geschiedenis

### Het begin
De band werd opgericht na een show in Winter NAMM in januari 2011. Oorspronkelijk was de gitarist die voor die show was geselecteerd Greg Howe, maar hij werd op het laatste moment vervangen door Guthrie Govan. Govan voegde er later aan toe: "De chemie tussen ons drieën was zo geweldig, toen we het podium afliepen, zeiden we allemaal: "Het werkt. We zouden dit moeten opnemen". De band zou later in Chicago bijeenkomen om hun debuutalbum op te nemen, dat duurde ongeveer twee weken.
Het album was een duidelijke weerspiegeling van zijn invloeden, een combinatie van klassieke progressieve rock (King Crimson), instrumentale rock (Steve Vai, Joe Satriani), rap metal (Rage Against the Machine) en enkele absurde boventonen vergelijkbaar met de stijl van Frank Zappa. Bassist Bryan Beller verklaarde: "We hebben uiteindelijk elkaars invloeden gebruikt".
Na de release van hun debuutalbum in 2011, ging het trio in 2012 op tournee. Datzelfde jaar werd hun eerste live-album Boing, We'll Do It Live! uitgebracht, met materiaal dat was opgenomen van twee shows in Los Angeles. Tijdens deze concerten speelde de band zowel materiaal van hun eerste album als nummers van de soloprojecten van elk van de muzikanten.

### 2013-heden
In juli 2013 werd Culture Clash uitgebracht, gevolgd door een ondersteunende tour; eerst in Noord-Amerika in 2013 en vervolgens in Europa, Zuid-Amerika en Azië in 2014. Na de tour werd het tweede live-album Culture Clash Live! uitgebracht op 20 januari 2015.
In 2015 bracht de band hun derde studioalbum uit: Tres Caballeros. Ter ondersteuning van het album toerden ze in 2015 door Noord-Amerika en in 2016 door Europa.
In 2016 nam de band deel aan de G3 Tour, samen met gitaristen Joe Satriani en Steve Vai.
Tussen september en oktober 2016 toerde de band door India, Bangladesh, Nepal, Thailand, Hong Kong, Taiwan, Japan en Australië, geboekt door hun Aziatische agentschap jellybeard.
In december 2018 maakten The Aristocrats bekend begin maart 2019 weer de studio in te gaan om hun 4e studioalbum op te nemen. Het 4e album You Know What? werd opgenomen in de Brotheryn Studios in Ojai, Californië en uitgebracht in juni 2019.

## Discografie
Studioalbums
- The Aristocrats (2011)
- Culture Clash (2013)
- Tres Caballeros (2015)
- You Know What...? (2019)
- The Aristocrats With Primuz Chamber Orchestra (2022)

Livealbums
- Boing, We'll Do It Live! (2012)
- Culture Clash Live! (2015)
- Secret Show: Live in Osaka (2015)
- FREEZE! Live In Europe 2020 (2021)